# Milton Zuanazzi
Milton Sérgio Silveira Zuanazzi (Bom Jesus, 1956) é um engenheiro mecânico e político brasileiro.
É pós-graduado em sociologia e especializou-se em análise política.

## Carreira política

### Início
Começou sua carreira política no PDT. Em 1999, após o rompimento da aliança entre o PDT e o PT que elegeu Olívio Dutra para o governo do Rio Grande do Sul, filiou-se ao PT. Também foi secretário de estado de Turismo, Esporte e Lazer, vereador em Porto Alegre e presidente da Companhia Riograndense de Telecomunicações (CRT).

### Ministério do Turismo
De 2003 a 2006, ocupou o cargo de secretário nacional de Políticas de Turismo. Foi ministro interino do Turismo e coordenou a elaboração e execução do Plano Nacional de Turismo. Ainda como secretário-executivo do Conselho Nacional de Turismo, representou o Brasil na Reunião Especializada de Turismo do Mercosul e no comitê de finanças da Organização Mundial do Turismo.
| “ | A cultura do brasileiro é viajar para o exterior. Você pergunta ao turista brasileiro se ele conhece Brasília e a resposta é quase sempre não, não tem interesse, quando Brasília é um patrimônio da humanidade. | ” |

### Agência Nacional de Aviação Civil
De 20 de março de 2006 a 31 de outubro de 2007, foi o diretor-presidente da Agência Nacional de Aviação Civil (Anac).
O objetivo da criação da Anac foi passar o comando da aviação civil, até então feito pelo Departamento de Aviação Civil (DAC) subordinado à Aeronáutica, da área militar para a civil. A Anac sofreu críticas após a nomeação da diretoria, pois alegava-se que muitos deles tinham perfil político e não eram especializados no setor aéreo. A justificativa do governo foi de que a diretoria era formada por uma equipe multidisciplinar e que o somatório dos conhecimentos de seus 5 integrantes agiriam em pró da aviação nacional: Zuanazzi com seu currículo no setor de turismo; Cel Velozo, aviador, 16 anos de serviços ao DAC; Leur Lomanto, 7 mandatos de Deputado Federal, sendo o relator da Lei que criou a ANAC e nos últimos 3 anos assessorava a Diretoria da Infraero; Denise Abreu, Procuradora Pública do Estado de São Paulo; Josef Barat, Doutor em transporte público com livros publicados no setor.
No entanto, a gestão foi marcada por fatos como o plano de contingência para tentar salvar a Varig da falência e a Crise no setor aéreo brasileiro, originada após o acidente do voo Gol 1907, em setembro de 2006.
No contexto da crise, em Novembro os atrasos atingiram 34,8% dos voos no país, se tornando recorrentes. Em sua maioria, ocorriam devido às greves dos controladores de voos, que após terem colegas indiciados pela queda do voo 1907 da gol decidiram protestar contra o baixo contingente da categoria, assim como a falta de uma carreira de controlador de vôo junto à Força Aérea Brasileira.  A resolução do problema incidia a época, principalmente, sobre a aeronáutica, pois os controladores eram em maioria militares. Após esse episódio as greves dos controladores continuaram gerando atrasos nos meses seguintes.
No começo de 2007, diversos episódios marcaram o decorrer da crise: em Fevereiro, o comandante da Aeronáutica, Tenente-brigadeiro Luiz Carlos da Silva Bueno é substituído pelo Tenente-brigadeiro Juniti Saito, em maio é criada a CPI do Apagão Aéreo e em junho o ministro da Defesa, Waldir Pires, é substituído por Nelson Jobim.
No entanto, com a queda do voo TAM 3054, em julho de 2007, a crise se acentua. Em agosto, ocorre a troca no comando da Infraero. Sai o brigadeiro José Carlos Pereira e assume o então presidente da Agência Espacial Brasileira (AEB), Sergio Gaudenzi, e os diretores da Anac Jorge Luiz Veloso e Denise Abreu renunciam. Em setembro foi a vez do diretor da Anac Leur Lomanto renunciar ao cargo, seguido pelo diretor Josef Barat. Em outubro, Zuanazzi renuncia, justificando em carta, após sua renuncia, ter permanecido sozinho à frente da agencia devido ao fato de não poder deixa-la acéfala, ponderando que o novo Ministro da Defesa, Nelson Jobim, demorou meses para remeter os nomes substitutos ao crivo do Senado federal, o que complicaria ainda mais a situação do setor aéreo no país.
Em Fevereiro de 2014 Zuanazzi Não está entre os indiciados pelo Ministério Público Federal na tragédia do voo 3054, o que o torna livre de culpa pelo acidente.